# Club Sol de América
Club Sol de América – paragwajski klub sportowy, znany przede wszystkim z sekcji piłki nożnej. Siedzibą klubu jest dzielnica Barrio Obrero w Asunciónie.

## Historia
Klub założony został w roku 1909. W 1935 roku Sol de America został pierwszym w historii zawodowym wicemistrzem Paragwaju.

### Znani gracze w historii klubu
- Carlos Bonet
- Adolfino Cañete
- Luis Cristaldo
- Dante López
- Jorge Lino Romero
- Justo Villar

### Słynni trenerzy w historii klubu
- Ferenc Puskás

## Osiągnięcia
- Mistrz Paragwaju: 1986, 1991
- Mistrz drugiej ligi Paragwaju (Segunda división paraguaya) (3): 1965, 1977, 2006

## Skład

### Pierwszy skład
Stan na 19 kwietnia 2021
| Nr | Poz. | Piłkarz                                        |
| -- | ---- | ---------------------------------------------- |
| 1  | BR   | Luis Franco                                    |
| 2  | OB   | Pablo Meza                                     |
| 3  | OB   | Gustavo Noguera                                |
| 4  | OB   | Joel Jiménez (wypożyczony z Cerro Porteño)     |
| 5  | OB   | Facundo Cobos                                  |
| 6  | PO   | Edgar Ferreira                                 |
| 7  | NA   | José Ortigoza                                  |
| 8  | PO   | Diego Váldez (wypożyczony z Atlético San Luis) |
| 9  | NA   | Luís Leal                                      |
| 10 | PO   | Osvaldo Martínez                               |
| 11 | NA   | Matías Pardo                                   |
| 12 | BR   | Rubén Escobar                                  |
| 14 | PO   | Iván Cazal                                     |
| 15 | PO   | Pablo Ayala                                    |
| 17 | NA   | Nildo Viera                                    |
| 19 | PO   | Richard Franco                                 |

| Nr | Poz. | Piłkarz            |
| -- | ---- | ------------------ |
| 20 | OB   | Iván Villalba      |
| 21 | OB   | Milciades Portillo |
| 22 | NA   | Rodrigo Ruiz Díaz  |
| 24 | OB   | Danilo Ortíz       |
| 26 | NA   | César Villagra     |
| 27 | OB   | Gustavo Velázquez  |
| 28 | BR   | Pablo Gavilán      |
| 30 | NA   | Gonzalo Verón      |
| 32 | PO   | Santiago Úbeda     |
| 34 | NA   | Gabriel Esparza    |
| 36 | NA   | Franco Costa       |
|    | OB   | Caín Fara          |
|    | OB   | Juan David Cuesta  |
|    | OB   | Adrián Vargas      |
|    | BR   | Diego Aranda       |

### Wypożyczenia
Stan na 19 kwietnia 2021
| Nr | Poz. | Piłkarz                                         |
| -- | ---- | ----------------------------------------------- |
| –  | PO   | Tomás Rojas (w CD Ñublense, do 31 grudnia 2021) |